# جونیور اوگدی-اوزوکوه
جونیور اوگدی-اوزوکوه (انگلیسی: Junior Ogedi-Uzokwe؛ زادهٔ ۳ مارس ۱۹۹۴) بازیکن فوتبال اهل بریتانیا است.
از باشگاه‌هایی که در آن بازی کرده است می‌توان به باشگاه فوتبال میلوال اشاره کرد.